# Archegosaurus
L'archegosauro (gen. Archegosaurus Goldfuss, 1847) è un genere estinto di anfibi, appartenente ai temnospondili, vissuto nel Permiano inferiore (tra 298 e 268 milioni di anni fa). I suoi resti fossili sono stati rinvenuti in Europa e in India.

## Descrizione
Molto importante nella storia della paleontologia, l'archegosauro è stato uno dei primi anfibi fossili a venire descritti. I resti di questo animale comprendono almeno una novantina di scheletri parziali, inclusi molti crani, rinvenuti in Germania. Il corpo di questo animale era piuttosto allungato, così come la testa. Era un essere lungo poco più di un metro, con un muso allungato simile a quello di un gaviale, dotato di denti aguzzi lungo il margine delle mascelle. La parte posteriore del cranio era dotata di un'incisura otica (una sorta di tacca che forse sorreggeva una membrana timpanica)  moderatamente profonda e di corna tabulari di forma subtriangolare. 

### Ontogenesi
Archegosaurus possedeva 24 vertebre presacrali e la coda, lunga ma profonda, era più lunga del corpo. Le spine neurali erano moderatamente alte e si differenziavano lentamente durante l'ontogenesi. Gli intercentri iniziavano a ossificarsi molto tardi durante lo sviluppo dell'individuo; i processi uncinati erano sviluppati sulle costole anteriori negli esemplari adulti. La scapola era ossificata solo nella porzione ventrale, mentre lo snello ilio e l'ischio non erano co-ossificati e il pube rimaneva cartilagineo. L'omero era molto corto e sostanzialmente rudimentale ed esibiva una struttura di forma unica. Carpali e tarsali iniziavano ad ossificarsi solo negli esemplari adulti (Witzmann e Brainerd, 2017). 

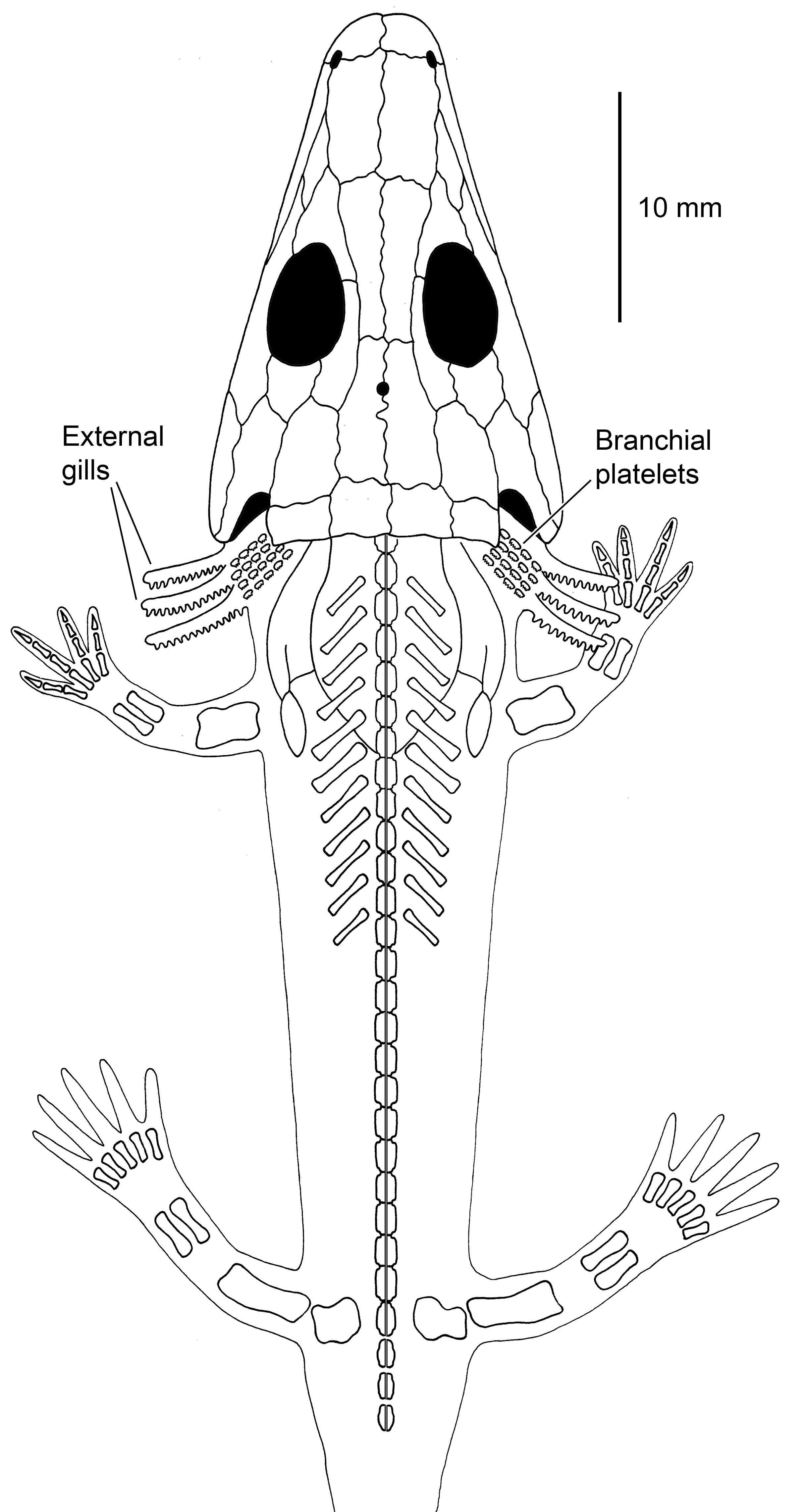
Larva di Archegosaurus decheni

La parte preorbitale del cranio mostra un tasso di crescita molto più veloce rispetto alla parte postorbitale, mentre le orbite mostrano un considerevole decremento nella taglia relativa. Le ossa del cranio possiedono bassi coefficienti allometrici di crescita in ampiezza, e ciò porta allo sviluppo di un cranio molto più snello rispetto alla maggior parte degli altri temnospondili; solo altri archegosauridi, il cocleosauride Chenoprosopus e alcuni stereospondili come i trematosauridi e Australerpeton mostravano un cranio così allungato (Witzmann e Scholtz, 2006).

## Classificazione
Archegosaurus decheni, la specie tipo del genere, è stato uno dei primi anfibi preistorici ad essere descritti scientificamente; la descrizione avvenne per opera di Georg August Goldfuss nel 1847, sulla base di numerosi resti rinvenuti in terreni del Permiano inferiore nella zona di Lebach, in Germania. Oltre alla specie tipo, Goldfuss descrisse anche A. minor, attualmente considerata un sinonimo di A. decheni. Un altro anfibio descritto nel 1838 e proveniente dal Permiano inferiore della Repubblica Ceca, noto come Memonomenos dyscriton, è stato a volte attribuito al genere Archegosaurus, con il nome di A. dyscriton (Milner, 1978). Altre specie poco note (A. kashmiriensis e A. ornatus) provengono dall'India.
Secondo uno studio filogenetico basato su caratteri postcranici, Archegosaurus e i suoi stretti parenti appartengono a un clade di anfibi temnospondili noto come Stereospondylomorpha, comprendente le forme più specializzate di temnospondili. Archegosaurus e i suoi stretti parenti (Archegosauroidea) sono alla base di questo gruppo, e sono appena più derivate rispetto a forme come Sclerocephalus (Witzmann e Brainerd, 2017).

## Paleoecologia e paleobiologia
Archegosaurus era un anfibio strettamente acquatico, come indicato dallo scheletro postcranico poco ossificato e dalla morfologia idrodinamica.

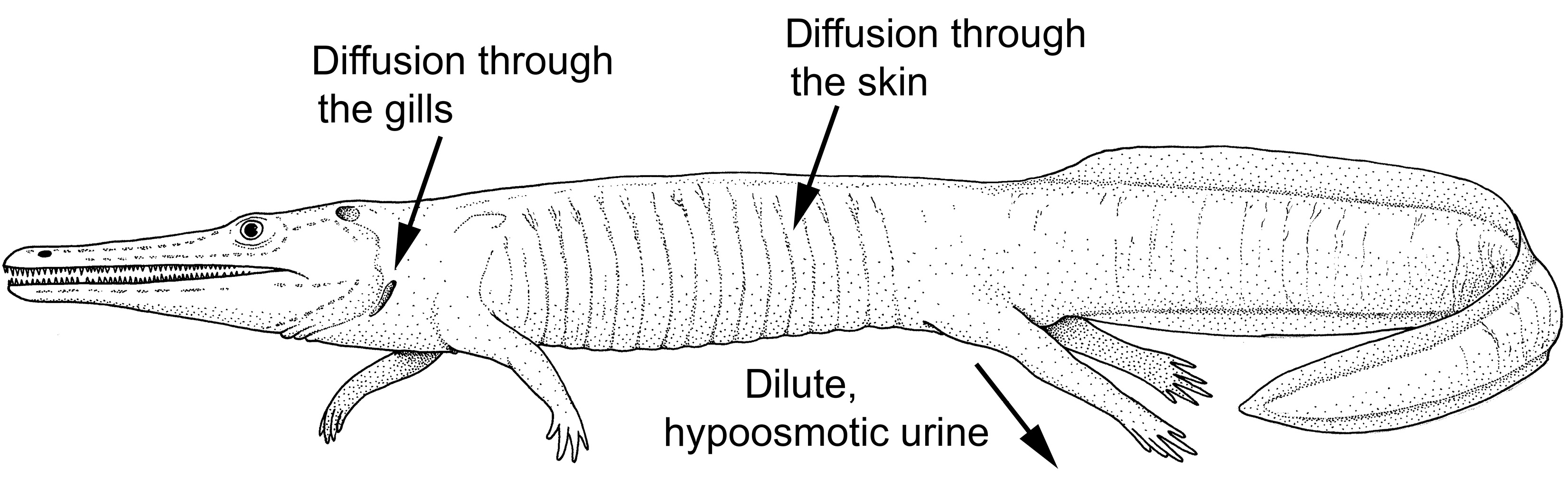

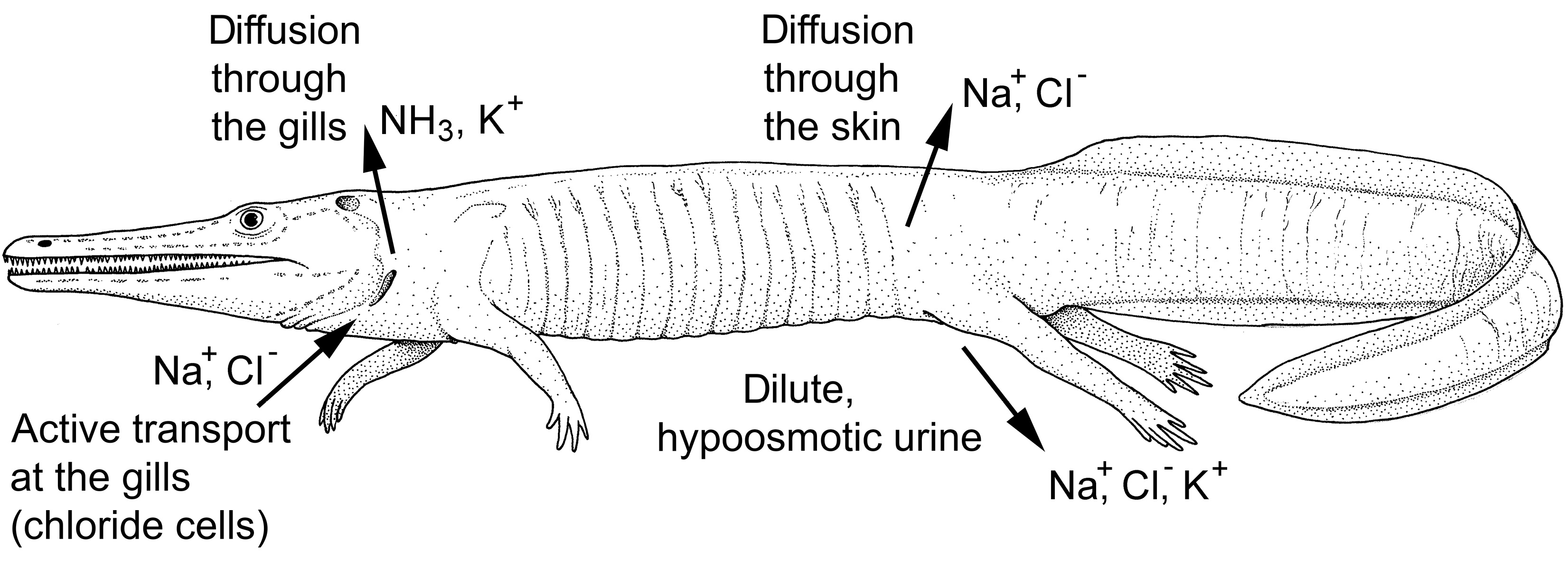
Ricostruzioni tratte dal lavoro di Wotzmann e Brainerd sulla biologia di Archegosaurus, visto come un animale dallo stile di vita simile a quello degli attuali politteri

L'allometria marcatamente negativa dell'ampiezza della regione delle guance, dove parte della muscolatura dell'adduttore si originava, suggerisce un morso più debole rispetto a quello di altri temnospondili con crani più larghi (ad esempio Onchiodon o Sclerocephalus). Osservando la serie di crescita, sembra che Archegosaurus decheni fosse via via più adattato a una dieta a base di pesce durante la fase adulta. La crescita continua del cranio con un cambio graduale nelle proporzioni suggerisce l'ipotesi che questo animale non subisse una metamorfosi come quella degli anfibi attuali (Witzmann e Scholtz, 2006).
Uno studio riguardante il metabolismo, lo scambio di gas, l'osmoregolazione e la digestione di Archegosaurus decheni suggerisce che questo animale avesse uno stile di vita più simile a quello di un pesce che a quello di anfibi attuali come le salamandre. Archegosaurus era probabilmente dotato di branchie interne nella fase adulta, un'eredità diretta proveniente dai suoi antenati simili a pesci. Come gli attuali pesci politteri (gen. Polypterus), è probabile che le branchie di Archegosaurus fossero leggermente ridotte, come indicato da branchie esterne nelle larve che servivano come organi accessori nella respirazione acquatica, fino a quando i polmoni non erano completamente funzionali. È quindi possibile che Archegosaurus soggiornasse periodicamente sulla terraferma, come i politteri (Witzmann e Brainerd, 2017).